# 카니우

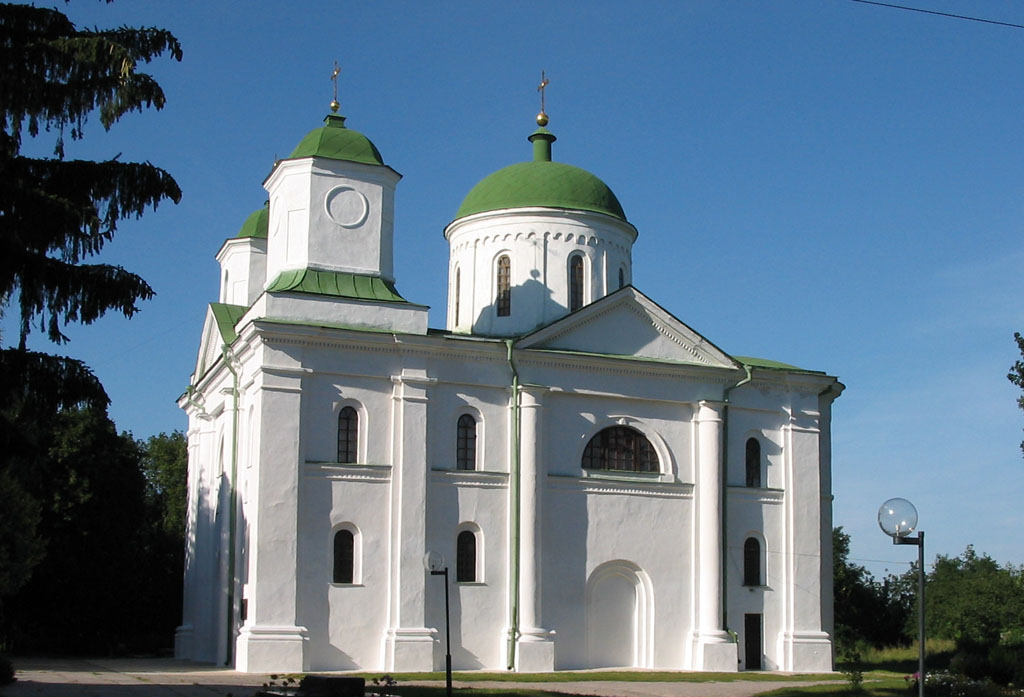
카니우

카니우(우크라이나어: Канів)는 우크라이나 중부에 위치한 체르카시주의 도시로 면적은 17.42km2, 높이는 101m, 인구는 26,735명(2011년 기준)이다. 드네스트르강과 접한다.

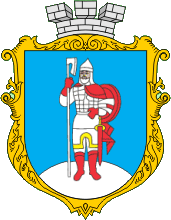
시 문장

## 같이 보기
- 우크라이나의 도시 목록